# 南十字座ζ
南十字座ζ是在南十字座南部的一顆聯星。它可以用肉眼直接看見，視星等為4.06m，距離太陽大約360光年。它是天蠍-半人馬星協的子集團，下天蠍-半人馬座星協的成員。
這是一顆雙譜的光譜聯星。光譜與B型主序星匹配，恆星分類屬於B2.5V。它有一顆微弱的視覺伴星，視星等12.49。